# Gymnopilus josserandii
Gymnopilus josserandii là một loài nấm thuộc họ Cortinariaceae.